# Список астероїдів (6901—7000)
| Назва                             | Тимчасове позначення | Дата відкриття    | Місце відкриття                      | Відкривач                                              |
| --------------------------------- | -------------------- | ----------------- | ------------------------------------ | ------------------------------------------------------ |
| 6901 Ройбішоп (Roybishop)         | 1989 PA              | 2 серпня 1989     | Паломарська обсерваторія             | Керолін Шумейкер, Юджин Шумейкер                       |
| 6902 Хідеосада (Hideoasada)       | 1989 US3             | 26 жовтня 1989    | Обсерваторія Кані                    | Йосікане Мідзуно, Тошімата Фурута                      |
| (6903) 1989 XM                    | 1989 XM              | 2 грудня 1989     | Обсерваторія Ґекко                   | Йошіакі Ошіма                                          |
| 6904 Макгілл (McGill)             | 1990 QW1             | 22 серпня 1990    | Паломарська обсерваторія             | Генрі Гольт                                            |
| 6905 Міядзакі (Miyazaki)          | 1990 TW              | 15 жовтня 1990    | Обсерваторія Кітамі                  | Кін Ендате, Кадзуро Ватанабе                           |
| 6906 Джонмілз (Johnmills)         | 1990 WC              | 19 листопада 1990 | Обсерваторія Сайдинг-Спрінг          | Роберт МакНот                                          |
| 6907 Harryford                    | 1990 WE              | 19 листопада 1990 | Обсерваторія Сайдинг-Спрінг          | Роберт МакНот                                          |
| 6908 Кунімото (Kunimoto)          | 1990 WB3             | 24 листопада 1990 | Обсерваторія Кітамі                  | Кін Ендате, Кадзуро Ватанабе                           |
| 6909 Levison                      | 1991 BY2             | 19 січня 1991     | Паломарська обсерваторія             | Керолін Шумейкер, Юджин Шумейкер                       |
| 6910 Ікеґуті (Ikeguchi)           | 1991 FJ              | 17 березня 1991   | Обсерваторія Кійосато                | Сатору Отомо, Осаму Мурамацу                           |
| 6911 Ненсігрін (Nancygreen)       | 1991 GN              | 10 квітня 1991    | Паломарська обсерваторія             | Е. Гелін                                               |
| 6912 Grimm                        | 1991 GQ2             | 8 квітня 1991     | Обсерваторія Ла-Сілья                | Ерік Вальтер Ельст                                     |
| 6913 Юкава (Yukawa)               | 1991 UT3             | 31 жовтня 1991    | Обсерваторія Кітамі                  | Кін Ендате, Кадзуро Ватанабе                           |
| 6914 Беккерель (Becquerel)        | 1992 GZ              | 3 квітня 1992     | Паломарська обсерваторія             | Керолін Шумейкер, Девід Леві, Генрі Гольт              |
| (6915) 1992 HH                    | 1992 HH              | 30 квітня 1992    | Обсерваторія Яцуґатаке-Кобутізава    | Йошіо Кушіда, Осаму Мурамацу                           |
| 6916 Левіспірс (Lewispearce)      | 1992 OJ              | 27 липня 1992     | Обсерваторія Сайдинг-Спрінг          | Роберт МакНот                                          |
| (6917) 1993 FR2                   | 1993 FR2             | 29 березня 1993   | Обсерваторія Кійосато                | Сатору Отомо                                           |
| 6918 Манаслу (Manaslu)            | 1993 FV3             | 20 березня 1993   | Нюкаса                               | Масанорі Хірасава, Шохеї Судзукі                       |
| 6919 Томонаґа (Tomonaga)          | 1993 HP              | 16 квітня 1993    | Обсерваторія Кітамі                  | Кін Ендате, Кадзуро Ватанабе                           |
| 6920 Есакі (Esaki)                | 1993 JE              | 14 травня 1993    | Обсерваторія Кітамі                  | Кін Ендате, Кадзуро Ватанабе                           |
| 6921 Джейнякобс (Janejacobs)      | 1993 JJ              | 14 травня 1993    | Обсерваторія Кушіро                  | Сейджі Уеда, Хіроші Канеда                             |
| 6922 Ясусі (Yasushi)              | 1993 KY1             | 27 травня 1993    | Обсерваторія Кійосато                | Сатору Отомо                                           |
| 6923 Борзаччіні (Borzacchini)     | 1993 SD              | 16 вересня 1993   | Обсерваторія Санта-Лючія Стронконе   | Обсерваторія Санта-Лючія Стронконе                     |
| 6924 Фукуі (Fukui)                | 1993 TP              | 8 жовтня 1993     | Обсерваторія Кітамі                  | Кін Ендате, Кадзуро Ватанабе                           |
| 6925 Сусуму (Susumu)              | 1993 UW2             | 24 жовтня 1993    | Обсерваторія Ґейсей                  | Тсутому Секі                                           |
| (6926) 1994 RO11                  | 1994 RO11            | 1 вересня 1994    | Обсерваторія Кушіро                  | Сейджі Уеда, Хіроші Канеда                             |
| 6927 Тонеґава (Tonegawa)          | 1994 TE1             | 2 жовтня 1994     | Обсерваторія Кітамі                  | Кін Ендате, Кадзуро Ватанабе                           |
| 6928 Ланна (Lanna)                | 1994 TM3             | 11 жовтня 1994    | Обсерваторія Клеть                   | Мілош Тіхі                                             |
| 6929 Місто (Misto)                | 1994 UE              | 31 жовтня 1994    | Коллеверде ді Ґвідонія               | Вінченцо Касуллі                                       |
| (6930) 1994 VJ3                   | 1994 VJ3             | 7 листопада 1994  | Обсерваторія Кушіро                  | Сейджі Уеда, Хіроші Канеда                             |
| 6931 Кендзабуро (Kenzaburo)       | 1994 VP6             | 4 листопада 1994  | Обсерваторія Кітамі                  | Кін Ендате, Кадзуро Ватанабе                           |
| 6932 Таніґавадаке (Tanigawadake)  | 1994 YK              | 24 грудня 1994    | Обсерваторія Оїдзумі                 | Такао Кобаяші                                          |
| 6933 Азумаясан (Azumayasan)       | 1994 YW              | 28 грудня 1994    | Обсерваторія Оїдзумі                 | Такао Кобаяші                                          |
| (6934) 1994 YN2                   | 1994 YN2             | 25 грудня 1994    | Обсерваторія Кушіро                  | Сейджі Уеда, Хіроші Канеда                             |
| 6935 Морісот (Morisot)            | 4524 P-L             | 24 вересня 1960   | Паломарська обсерваторія             | К. Й. ван Гаутен, І. ван Гаутен-Ґроневельд, Т. Герельс |
| 6936 Кассатт (Cassatt)            | 6573 P-L             | 24 вересня 1960   | Паломарська обсерваторія             | К. Й. ван Гаутен, І. ван Гаутен-Ґроневельд, Т. Герельс |
| 6937 Валадон (Valadon)            | 1010 T-2             | 29 вересня 1973   | Паломарська обсерваторія             | К. Й. ван Гаутен, І. ван Гаутен-Ґроневельд, Т. Герельс |
| 6938 Сонятерк (Soniaterk)         | 5140 T-2             | 25 вересня 1973   | Паломарська обсерваторія             | К. Й. ван Гаутен, І. ван Гаутен-Ґроневельд, Т. Герельс |
| 6939 Лестон (Lestone)             | 1952 SW1             | 22 вересня 1952   | Обсерваторія Маунт-Вілсон            | Леланд Каннінгем                                       |
| (6940) 1972 HL1                   | 1972 HL1             | 19 квітня 1972    | Астрономічна станція Серро Ель Робле | Карлос Торрес                                          |
| 6941 Далґарно (Dalgarno)          | 1976 YA              | 16 грудня 1976    | Гарвардська обсерваторія             | Гарвардська обсерваторія                               |
| 6942 Юрійгуляєв (Yurigulyaev)     | 1976 YB2             | 16 грудня 1976    | КрАО                                 | Черних Людмила Іванівна                                |
| (6943) 1978 VR4                   | 1978 VR4             | 7 листопада 1978  | Паломарська обсерваторія             | Е. Гелін, Ш. Дж. Бас                                   |
| (6944) 1979 MR3                   | 1979 MR3             | 25 червня 1979    | Обсерваторія Сайдинг-Спрінг          | Е. Гелін, Ш. Дж. Бас                                   |
| 6945 Далґрен (Dahlgren)           | 1980 FZ3             | 16 березня 1980   | Обсерваторія Ла-Сілья                | Клаес-Інґвар Лаґерквіст                                |
| (6946) 1980 RX1                   | 1980 RX1             | 15 вересня 1980   | Обсерваторія Ла-Сілья                | Анрі Дебеонь, Лео Узіо                                 |
| 6947 Ендрюдевіс (Andrewdavis)     | 1981 ET8             | 1 березня 1981    | Обсерваторія Сайдинг-Спрінг          | Ш. Дж. Бас                                             |
| 6948 Ґунель (Gounelle)            | 1981 ET22            | 2 березня 1981    | Обсерваторія Сайдинг-Спрінг          | Ш. Дж. Бас                                             |
| 6949 Зісселл (Zissell)            | 1982 RZ              | 11 вересня 1982   | Гарвардська обсерваторія             | Обсерваторія Ок-Ридж                                   |
| 6950 Сімонек (Simonek)            | 1982 YQ              | 22 грудня 1982    | Обсерваторія Верхнього Провансу      | Франсуа Доссен                                         |
| (6951) 1985 DW1                   | 1985 DW1             | 16 лютого 1985    | Обсерваторія Ла-Сілья                | Анрі Дебеонь                                           |
| 6952 Нікколо (Niccolo)            | 1986 JT              | 4 травня 1986     | Станція Андерсон-Меса                | Едвард Бовелл                                          |
| 6953 Дейвпірс (Davepierce)        | 1986 PC1             | 1 серпня 1986     | Паломарська обсерваторія             | Е. Гелін                                               |
| 6954 Потьомкін (Potemkin)         | 1987 RB6             | 4 вересня 1987    | КрАО                                 | Журавльова Людмила Василівна                           |
| 6955 Катерина (Ekaterina)         | 1987 SP15            | 25 вересня 1987   | КрАО                                 | Журавльова Людмила Василівна                           |
| 6956 Гольбах (Holbach)            | 1988 CX3             | 13 лютого 1988    | Обсерваторія Ла-Сілья                | Ерік Вальтер Ельст                                     |
| (6957) 1988 HA                    | 1988 HA              | 16 квітня 1988    | Обсерваторія Кушіро                  | Сейджі Уеда, Хіроші Канеда                             |
| (6958) 1988 TX1                   | 1988 TX1             | 13 жовтня 1988    | Обсерваторія Кушіро                  | Сейджі Уеда, Хіроші Канеда                             |
| 6959 Міккелькоха (Mikkelkocha)    | 1988 VD1             | 3 листопада 1988  | Обсерваторія Брорфельде              | Поуль Єнсен                                            |
| (6960) 1989 AL5                   | 1989 AL5             | 4 січня 1989      | Обсерваторія Сайдинг-Спрінг          | Роберт МакНот                                          |
| 6961 Ашітака (Ashitaka)           | 1989 KA              | 26 травня 1989    | Сусоно                               | Макіо Акіяма, Тошімата Фурута                          |
| 6962 Саммерсайенс (Summerscience) | 1990 OT              | 22 липня 1990     | Паломарська обсерваторія             | Е. Гелін                                               |
| (6963) 1990 OQ3                   | 1990 OQ3             | 27 липня 1990     | Паломарська обсерваторія             | Генрі Гольт                                            |
| 6964 Куніхіко (Kunihiko)          | 1990 TL1             | 15 жовтня 1990    | Обсерваторія Кітамі                  | Кін Ендате, Кадзуро Ватанабе                           |
| 6965 Нійодоґава (Niyodogawa)      | 1990 VS2             | 11 листопада 1990 | Обсерваторія Ґейсей                  | Тсутому Секі                                           |
| 6966 Вьєторіс (Vietoris)          | 1991 RD5             | 13 вересня 1991   | Обсерваторія Карла Шварцшильда       | Лутц Шмадель, Ф. Бернґен                               |
| (6967) 1991 VJ3                   | 1991 VJ3             | 11 листопада 1991 | Тойота                               | Кендзо Судзукі, Такеші Урата                           |
| (6968) 1991 VX3                   | 1991 VX3             | 11 листопада 1991 | Обсерваторія Кушіро                  | Сейджі Уеда, Хіроші Канеда                             |
| 6969 Сантаро (Santaro)            | 1991 VF5             | 4 листопада 1991  | Обсерваторія Кійосато                | Сатору Отомо                                           |
| 6970 Сайґуса (Saigusa)            | 1992 AL1             | 10 січня 1992     | Обсерваторія Кійосато                | Сатору Отомо                                           |
| 6971 Омоґокей (Omogokei)          | 1992 CT              | 8 лютого 1992     | Обсерваторія Ґейсей                  | Тсутому Секі                                           |
| 6972 Гельветіус (Helvetius)       | 1992 GY3             | 4 квітня 1992     | Обсерваторія Ла-Сілья                | Ерік Вальтер Ельст                                     |
| 6973 Караян (Karajan)             | 1992 HK              | 27 квітня 1992    | Обсерваторія Кушіро                  | Сейджі Уеда, Хіроші Канеда                             |
| 6974 Солті (Solti)                | 1992 MC              | 27 червня 1992    | Паломарська обсерваторія             | Генрі Гольт                                            |
| 6975 Хіроакі (Hiroaki)            | 1992 QM              | 25 серпня 1992    | Обсерваторія Кійосато                | Сатору Отомо                                           |
| 6976 Канатсу (Kanatsu)            | 1993 KD2             | 23 травня 1993    | Обсерваторія Кійосато                | Сатору Отомо                                           |
| 6977 Жокур (Jaucourt)             | 1993 OZ4             | 20 липня 1993     | Обсерваторія Ла-Сілья                | Ерік Вальтер Ельст                                     |
| 6978 Хіронака (Hironaka)          | 1993 RD              | 12 вересня 1993   | Обсерваторія Кітамі                  | Кін Ендате, Кадзуро Ватанабе                           |
| 6979 Сіґефумі (Shigefumi)         | 1993 RH              | 12 вересня 1993   | Обсерваторія Кітамі                  | Кін Ендате, Кадзуро Ватанабе                           |
| 6980 Кіусакамото (Kyusakamoto)    | 1993 SV1             | 16 вересня 1993   | Обсерваторія Кітамі                  | Кін Ендате, Кадзуро Ватанабе                           |
| 6981 Чірмен (Chirman)             | 1993 TK2             | 15 жовтня 1993    | Обсерваторія Бассано-Брешіано        | Обсерваторія Бассано-Брешіано                          |
| (6982) 1993 UA3                   | 1993 UA3             | 16 жовтня 1993    | Паломарська обсерваторія             | Е. Гелін                                               |
| 6983 Коматсусакуо (Komatsusakyo)  | 1993 YC              | 17 грудня 1993    | Обсерваторія Оїдзумі                 | Такао Кобаяші                                          |
| 6984 Льюїскеррол (Lewiscarroll)   | 1994 AO              | 4 січня 1994      | Фудзієда                             | Х. Шіодзава, Такеші Урата                              |
| (6985) 1994 UF2                   | 1994 UF2             | 31 жовтня 1994    | Обсерваторія Кушіро                  | Сейджі Уеда, Хіроші Канеда                             |
| 6986 Асамаяма (Asamayama)         | 1994 WE              | 24 листопада 1994 | Обсерваторія Оїдзумі                 | Такао Кобаяші                                          |
| 6987 Оніосідасі (Onioshidashi)    | 1994 WZ              | 25 листопада 1994 | Обсерваторія Оїдзумі                 | Такао Кобаяші                                          |
| (6988) 1994 WE3                   | 1994 WE3             | 28 листопада 1994 | Обсерваторія Кушіро                  | Сейджі Уеда, Хіроші Канеда                             |
| 6989 Хосіносато (Hoshinosato)     | 1994 XH1             | 6 грудня 1994     | Обсерваторія Оїдзумі                 | Такао Кобаяші                                          |
| 6990 Тоя (Toya)                   | 1994 XU4             | 9 грудня 1994     | Обсерваторія Оїдзумі                 | Такао Кобаяші                                          |
| 6991 Тітібу (Chichibu)            | 1995 AX              | 6 січня 1995      | Обсерваторія Оїдзумі                 | Такао Кобаяші                                          |
| 6992 Мінано-мачі (Minano-machi)   | 1995 BT1             | 27 січня 1995     | Обсерваторія Оїдзумі                 | Такао Кобаяші                                          |
| (6993) 1995 BJ4                   | 1995 BJ4             | 28 січня 1995     | Обсерваторія Кушіро                  | Сейджі Уеда, Хіроші Канеда                             |
| (6994) 1995 BV4                   | 1995 BV4             | 28 січня 1995     | Обсерваторія Кушіро                  | Сейджі Уеда, Хіроші Канеда                             |
| 6995 Мінояма (Minoyama)           | 1996 BZ1             | 24 січня 1996     | Обсерваторія Оїдзумі                 | Такао Кобаяші                                          |
| 6996 Альвенслебен (Alvensleben)   | 2222 T-2             | 29 вересня 1973   | Паломарська обсерваторія             | К. Й. ван Гаутен, І. ван Гаутен-Ґроневельд, Т. Герельс |
| 6997 Laomedon                     | 3104 T-3             | 16 жовтня 1977    | Паломарська обсерваторія             | К. Й. ван Гаутен, І. ван Гаутен-Ґроневельд, Т. Герельс |
| 6998 Tithonus                     | 3108 T-3             | 16 жовтня 1977    | Паломарська обсерваторія             | К. Й. ван Гаутен, І. ван Гаутен-Ґроневельд, Т. Герельс |
| 6999 Майтнер (Meitner)            | 4379 T-3             | 16 жовтня 1977    | Паломарська обсерваторія             | К. Й. ван Гаутен, І. ван Гаутен-Ґроневельд, Т. Герельс |
| 7000 Кюрі (Curie)                 | 1939 VD              | 6 листопада 1939  | Королівська обсерваторія Бельгії     | Фернан Ріґо                                            |

| Астероїди 1—10000 → |           |           |           |           |           |           |           |           |            |
| 1—100               | 1001—1100 | 2001—2100 | 3001—3100 | 4001—4100 | 5001—5100 | 6001—6100 | 7001—7100 | 8001—8100 | 9001—9100  |
| 101—200             | 1101—1200 | 2101—2200 | 3101—3200 | 4101—4200 | 5101—5200 | 6101—6200 | 7101—7200 | 8101—8200 | 9101—9200  |
| 201—300             | 1201—1300 | 2201—2300 | 3201—3300 | 4201—4300 | 5201—5300 | 6201—6300 | 7201—7300 | 8201—8300 | 9201—9300  |
| 301—400             | 1301—1400 | 2301—2400 | 3301—3400 | 4301—4400 | 5301—5400 | 6301—6400 | 7301—7400 | 8301—8400 | 9301—9400  |
| 401—500             | 1401—1500 | 2401—2500 | 3401—3500 | 4401—4500 | 5401—5500 | 6401—6500 | 7401—7500 | 8401—8500 | 9401—9500  |
| 501—600             | 1501—1600 | 2501—2600 | 3501—3600 | 4501—4600 | 5501—5600 | 6501—6600 | 7501—7600 | 8501—8600 | 9501—9600  |
| 601—700             | 1601—1700 | 2601—2700 | 3601—3700 | 4601—4700 | 5601—5700 | 6601—6700 | 7601—7700 | 8601—8700 | 9601—9700  |
| 701—800             | 1701—1800 | 2701—2800 | 3701—3800 | 4701—4800 | 5701—5800 | 6701—6800 | 7701—7800 | 8701—8800 | 9701—9800  |
| 801—900             | 1801—1900 | 2801—2900 | 3801—3900 | 4801—4900 | 5801—5900 | 6801—6900 | 7801—7900 | 8801—8900 | 9801—9900  |
| 901—1000            | 1901—2000 | 2901—3000 | 3901—4000 | 4901—5000 | 5901—6000 | 6901—7000 | 7901—8000 | 8901—9000 | 9901—10000 |